# Boys Will Be Boys (film fra 1921)
Boys Will Be Boys er en amerikansk stumfilm fra 1921 af Clarence G. Badger.

## Medvirkende
- Will Rogers som Peep O'Day
- Irene Rich som Lucy
- Charles Mason som Tom Minor
- Sidney Ainsworth som Sublette
- Edward Kimball som Judge Priest
- Milton Ross som Bagby
- Charles Thurston som Breck
- May Hopkins som Kitty